# المؤتمرات الاشتراكية المحايدة خلال الحرب العالمية الأولى
المؤتمرات الاشتراكية المحايدة خلال الحرب العالمية الأولى (بالإنجليزية: Neutral Socialist Conferences during the First World War
)‏ خلال الحرب العالمية الأولى، كانت هناك ثلاثة مؤتمرات للأحزاب الاشتراكية في البلدان غير المتحاربة.

## مؤتمر لوغانو 1914
وعقد الاجتماع المشترك الأول من الأحزاب الاشتراكية بعد الخروج من الحرب ممثلون عن الحزب الاشتراكي الديمقراطي السويسري والحزب الاشتراكي الإيطالي في لوغانو في 27 سبتمبر 1914. وتضمن الحضور كل من غياسينتو مينوتي سيراتي، أنجليكا بالابانوف، أودينو مورغاري، كونستانتينو لازاري، فيليبو توراتي، إيليا موساتي، جوزيبي موديلياني، دومينيكو أرميزي، جوزيبي دي فالكو، سيليستينو راتي الايطاليين جوزيف، ماريو فيري، هيرمان غريوليتش، بول فلوغر، أنطون ريماثي، هانز شنكل، روبرت جريم وتشارلز ناني للحزب السويسري.:263
وقد جاء في القرار الذي اعتمده المؤتمر أن الحرب كانت بسبب «السياسة الإمبريالية من القوى العظمى»، والمنافسة في الأسواق، ومحاولة لقمع البروليتاريا والديمقراطية الاجتماعية. وادعت أن القوى المركزية لا يمكن أن يدعي هذا على أنها معركة ضد القيصرية لحماية ثقافة عالية، كما أنها قمعت في أراضيهم، وأن الوفاق لا يمكن أن تدعي أنها تقاتل من أجل تقرير المصير، كما كانت الحرب لا يجري قاتلوا لتحرير الأمم من «القمع الرأسمالي» وتحالفها مع روسيا فقط زاد القمع وأعاقت نمو الثقافة العالية. وجاء في القرار أيضا أن الرأسماليين قد أثارت أجزاء من الطبقة العاملة في نوبة من الجنون الشوفيني وجعلت أجزاء منه يعتقدون أنه كان يقاتل من أجل قضية نبيلة. ودعا الأطراف من البلدان المحايدة المؤتمر لمطالبة دولهم البقاء بعيدا عن الحرب، وأن الحرب يجب أن تصل إلى نهاية سريعة عن طريق المفاوضات الدبلوماسية.:206–7